# كوتس كيني
كوتس كيني هو محامي وصحفي وشاعر وسياسي أمريكي، ولد في 24 نوفمبر 1826 في الولايات المتحدة، وتوفي في 25 يناير 1904. نشط حزبياً في الحزب الجمهوري. وقد انتخب عضو مجلس ولاية أوهايو ‏.